# Expediția antarctică belgiană
Expediția antarctică belgiană (BelgAE) din 1897 - 1899, numită astfel după nava implicată în cercetări, RV Belgica, a  fost prima expediție pe timp de iarnă în regiunea Antarctica